# 2014年ソチオリンピックのノルウェー選手団
2014年ソチオリンピックのノルウェー選手団（2014ねんソチオリンピックのノルウェーせんしゅだん）は、2014年2月7日から23日までロシアのソチで開催された2014年ソチオリンピックのノルウェー選手団、およびその競技結果。

## 概要
今大会は金メダル11個、銀メダル6個、銅メダル9個の合計26個のメダルを獲得した。合計メダル26個は、開催国として迎えた1994年リレハンメルオリンピックとタイ記録となった。
クロスカントリースキーでは、マリット・ビョルゲンが女子15kmスキーアスロン、女子30kmフリー、女子団体スプリントで金メダルを獲得し、2大会連続の3冠を達成した。

## メダル
| メダル | 選手名                                                                                            | 競技                   | 種目                   |
| ------ | ------------------------------------------------------------------------------------------------- | ---------------------- | ---------------------- |
| 金     | チェーティル・ヤンスルード                                                                        | アルペンスキー         | 男子大回転             |
| 金     | マイケンカスペシェン・ファラ                                                                      | クロスカントリースキー | 女子スプリント         |
| 金     | オーラビゲン・ハッテスタ                                                                          | クロスカントリースキー | 男子スプリント         |
| 金     | マリット・ビョルゲン                                                                              | クロスカントリースキー | 女子15kmスキーアスロン |
| 金     | マリット・ビョルゲン                                                                              | クロスカントリースキー | 女子30kmフリー         |
| 金     | イングビルド・フラグスタッド・オストベルグ マリット・ビョルゲン                                   | クロスカントリースキー | 女子団体スプリント     |
| 金     | ヨルゲン・グラーバック                                                                            | ノルディック複合       | 男子個人ラージヒル     |
| 金     | マグヌス・モーアン ホーヴァルト・クレメセン マグヌス・クログ ヨルゲン・グラーバック               | ノルディック複合       | 男子団体               |
| 金     | オーレ・アイナル・ビョルンダーレン                                                                | バイアスロン           | 男子スプリント         |
| 金     | エミル・ヘグル・スベンセン                                                                        | バイアスロン           | 男子マススタート       |
| 金     | トーラ・ベルゲル ティリル・エクホフ オーレ・アイナル・ビョルンダーレン エミル・ヘグル・スベンセン | バイアスロン           | 男女混合リレー         |
| 銀     | イングビルド・フラグスタッド・オストベルグ                                                        | クロスカントリースキー | 女子個人スプリント     |
| 銀     | テレーセ・ヨーハウグ                                                                              | クロスカントリースキー | 女子30kmフリー         |
| 銀     | マグヌス・モーアン                                                                                | ノルディック複合       | 男子個人ラージヒル     |
| 銀     | トーラ・ベルゲル                                                                                  | バイアスロン           | 女子パシュート         |
| 銀     | ステール・サンドベック                                                                            | スノーボード           | 男子スロープスタイル   |
| 銀     | ファニー・ホルン ティリル・エクホフ アン・フラートラン トーラ・ベルゲル                           | バイアスロン           | 女子リレー             |
| 銅     | ヘンリック・クリストファーセン                                                                    | アルペンスキー         | 男子回転               |
| 銅     | チェーティル・ヤンスルード                                                                        | アルペンスキー         | 男子滑降               |
| 銅     | テレーセ・ヨーハウグ                                                                              | クロスカントリースキー | 女子10kmクラシカル     |
| 銅     | クリスティン・ストルメル・スタイラ                                                                | クロスカントリースキー | 女子30kmフリー         |
| 銅     | ハイディ・ウェン                                                                                  | クロスカントリースキー | 女子15kmスキーアスロン |
| 銅     | マルティン・ヨンスル・スンビュ                                                                    | クロスカントリースキー | 男子30kmスキーアスロン |
| 銅     | マグヌス・クロッグ                                                                                | ノルディック複合       | 男子個人ノーマルヒル   |
| 銅     | アンデシュ・バーダル                                                                              | スキージャンプ         | 男子個人ノーマルヒル   |
| 銅     | ティリル・エクホフ                                                                                | バイアスロン           | 女子マススタート       |